# Militärakademie an der ETH Zürich
Die Militärakademie (MILAK) an der ETH Zürich ist die Ausbildungsstätte für die Aus- und Weiterbildung der Berufsoffiziere der Schweizer Armee. Sie ist ein national und international anerkanntes Kompetenzzentrum für Militärwissenschaften sowie ein Kompetenzzentrum für Assessment Center der Armee. Als international anerkanntes Hochschulinstitut ist sie die führende Institution für militärwissenschaftliche Forschung in der Schweiz. Das Kompetenzzentrum für Assessment Center der Armee trägt zu einer professionellen Auswahl und Entwicklung wichtiger Kaderfunktionen bei. Die MILAK leistet damit einen wesentlichen Beitrag zur Auftragserfüllung der Armee und zur Sicherheit und Freiheit der Schweiz.

Organisatorisch ist sie der Höheren Kaderausbildung der Armee (HKA) unterstellt, ist aber wissenschaftlich ein Teil der Eidgenössischen Technischen Hochschule (ETH) Zürich. Seit Juli 2021 führt Brigadier Hugo Roux die Militärakademie an der ETH Zürich als Kommandant.

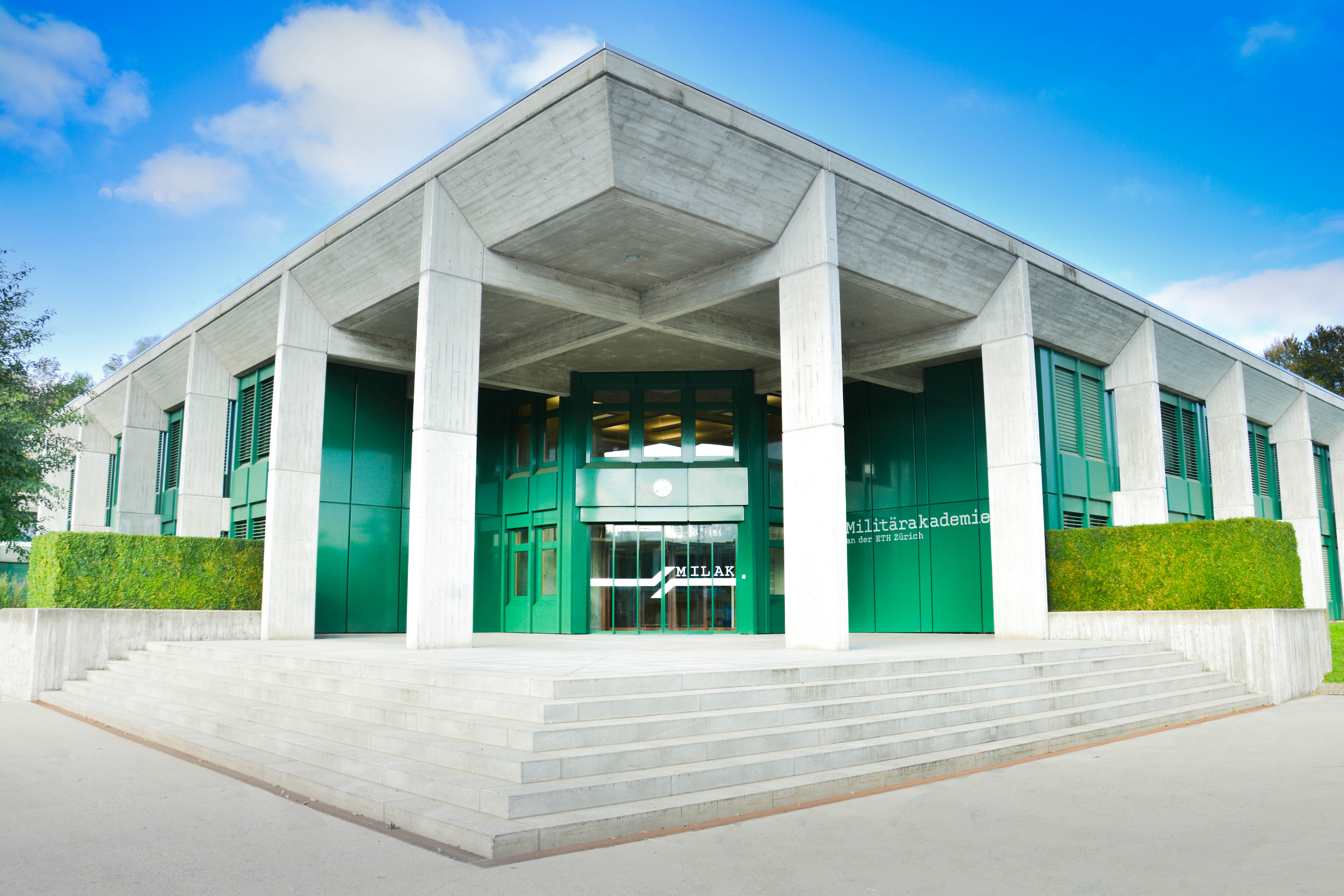

## Geschichte
Die Militärakademie (MILAK) an der ETH Zürich hat eine 125-jährige Entwicklungsgeschichte. Seit 1877 ist die militärwissenschaftliche Ausbildung der Berufsoffiziere ein Bildungsangebot der Eidgenössischen Technischen Hochschule in Zürich. Die erste Militärschule startete im Herbstsemester 1911. Diese traditionelle Verbindung Militärakademie – Hochschule nutzt die Chance, die Ausbildung zum militärischen Spezialisten in engem Kontakt mit der übrigen Hochschulbildung durchzuführen.
Nach zum Teil heftigen Auseinandersetzungen beschloss der Bundesrat am 26. Oktober 1877, am Eidgenössischen Polytechnikum in Zürich eine „Militärabteilung“ einzurichten. Es sollten Vorlesungen in folgenden Gebieten gehalten werden:
- Kriegsgeschichte
- Strategie
- Taktik
- Heeresorganisation
- Heeresverwaltung
- Ingenieurwissenschaften: Waffenlehre, Ballistik / Schiesstheorie sowie Fortifikationslehre.

Der Bundesrat beabsichtigte mit diesem zusätzlichen Freifachangebot, Milizoffizieren der eidgenössischen Armee auf freiwilliger Basis eine militärwissenschaftliche Ausbildung anzubieten.
Im Mai 1878 wurde der Aargauer Emil Rothpletz zum ersten Professor für Militärwissenschaften und Leiter der Militärabteilung gewählt. 1898 erhielt die Militärabteilung den Status einer selbständigen ETH-Abteilung. In der Sektion A wurden Studierende und Gasthörer in Abendkursen und in der Sektion B Offiziere in Tageskursen während je dreier Semester unterrichtet. Der Besuch der Kurse war selbst für Berufsoffiziere (Instruktoren) freiwillig.
Um die Jahrhundertwende setzte sich die Einsicht durch, eine eigentliche Fachausbildung für Instruktionsoffiziere anzubieten. Einer der einflussreichsten Befürworter dieser neuen Ausbildungskonzeption war der spätere General Ulrich Wille (1848–1925). Seit 1903 war er Dozent, von 1909 bis 1913 Vorsteher der Militärabteilung. Er formulierte eines seiner Ausbildungsziele so: „Den Instruktor muss man gleich ansehen und ganz nach den Grundsätzen heranbilden wie jeden anderen Lehrer. Niemand fällt es ein, jemanden als Lehrer anzustellen, der die Sache nicht weiter und nicht höher erlernt hat als jene, deren Lehrer er sein soll.“ Gestützt auf einen Grundsatzentscheid in der Militärorganisation (MO) von 1907 beschloss der Bundesrat am 27. März 1911, „Militärschulen“ für die Instruktionsoffiziere der „fechtenden Truppengattungen“ durchzuführen. In der dreijährigen Probezeit hatten die Aspiranten ihre theoretischen und praktischen Befähigungen für den militärischen Lehrberuf unter Beweis zu stellen.
Das Fächerangebot wurde erweitert:
- Allgemeine Kriegsgeschichte
- Geschichte des schweizerischen Wehrwesens und der Schweizerkriege
- Operationslehre
- Taktik
- Befestigungslehre
- Heeresorganisation / Militärverwaltung
- Militärpädagogik
- Völkerrecht / Kriegsrecht / Militärstrafrecht
- Ballistik / Waffenlehre / Schiesslehre / Treib- und Sprengmittel
- Militärgeographie / Militärtopographie / Militärtelegraphie und -telefonie / Signaldienst
- Militärische Luftschifffahrt / Militärphotographie
- Territorialdienst / Eisenbahn- und Etappenwesen
- Militärverpflegungswesen
- Militärsanitätswesen
- Pferdekenntnis und Pferdepflege.

Der militärwissenschaftliche und praktische Unterricht wurde auf drei Militärschulen von unterschiedlicher Dauer aufgeteilt.
Die Militärschule I bereitete den jungen Instruktionsoffizier auf seine Tätigkeit als Klassenlehrer in Unteroffiziersschulen und als Einheitsinstruktor in Rekrutenschulen vor. Sie war somit eine eigentliche Grundausbildung.
Die Militärschule II nahm erste Erfahrungen aus der Praxis auf und führte zusätzlich ein in die Anforderungen in Offiziers- und Zentralschulen oder anderen höheren Offizierskursen.
Die Militärschule III war für erfahrene Instruktionsoffiziere vorgesehen, welche im Rahmen ihrer Weiterbildung besonders für die Übernahme eines Schulkommandos oder für Dienste in der Verwaltung vorbereitet werden sollten.
Bei allen Militärschulen wurde Wert darauf gelegt, das kulturelle Interesse der Teilnehmer und ihr Verständnis für die Belange des öffentlichen Lebens zu fördern.
Während Jahrzehnten blieben die Militärschulen an der ETH weitgehend gleich strukturiert und organisiert. Der Direktor der Militärschulen war zugleich Vorsteher der Abteilung für Militärwissenschaften. Er war in dieser Doppelfunktion sowohl der Armeeleitung als auch der Schulleitung verantwortlich. Der Katalog der Fächer bewegte sich zunehmend fort von den Ingenieurwissenschaften hin zu den Geistes- und Sozialwissenschaften. Dieser Prozess spiegelt die Neubewertung der Personalkompetenz als Ergänzung zur Fachkompetenz.
Eine erste einschneidende strukturelle Änderung trat Mitte der achtziger Jahre ein. Mit der Einführung einer ordentlichen Professur für Sicherheitspolitik und Konfliktforschung wurde die frühere Personalunion beendet. Der Direktor der Militärschulen übernahm nur noch das militärische Kommando der Schule und das Vorsteheramt der Abteilung XI A Militärwissenschaften ging an einen ETH-Professor über. Damit ergaben sich Schnittstellenprobleme, die in gesetzlichen Grundlagen geregelt werden mussten.
Die öffentlichen Lehrveranstaltungen für Instruktionsoffiziere umfassten nun vor allem die Bereiche
- Militärgeschichte
- Sicherheitspolitik
- Friedens- und Konfliktforschung
- Recht
- Gesellschaft und Armee
- Technik und Streitkräfte
- Ökonomie und Streitkräfte
- angrenzende Fachgebiete.

Ein zweiter Entwicklungsschritt anfangs der neunziger Jahre löste die Umwandlung der ehemaligen Militärschulen in eine den modernen Anforderungen angepasste Militärische Führungsschule (MFS) aus. Gestützt auf eine bundesrätliche Verordnung wurde ab Wintersemester 1993/94 ein neuer Ausbildungsgang an der ETH Zürich und an der MFS in Au ZH verwirklicht. Der traditionelle Begriff „Instruktor“ wurde durch den internationalen Terminus „Berufsoffizier“ ersetzt. Die jungen Berufsoffiziere sollten möglichst schon im Leutnantsalter erfasst werden. Die mangelnde Lebens- und Berufserfahrung suchte man durch höhere Eintrittsbedingungen (Matura, Lehrerseminar oder Höhere Technische Lehranstalt) und durch ein längeres Studium zu kompensieren.
Seit 1. Juni 2002 führt die MFS die neue Bezeichnung Militärakademie an der ETH Zürich MILAK, um formell im internationalen Rahmen den ihrer Aktivität entsprechenden Namen zu tragen und um inhaltlich mit neuen Studiengängen den Ansprüchen der Armee XXI sowie der Forschung und der Lehre optimal zu genügen.
Auch nach Integration in das Departement für Geistes-, Sozial- und Staatswissenschaften (D-GESS) der ETH Zürich ist das Studium an der ETH Zürich darauf ausgelegt, die Berufsoffiziere zu kompetenten militärischen Lehr- und Führungspersönlichkeiten auszubilden. Sie sollen im Rahmen einer modernen Sicherheits- und Gesellschaftspolitik wirken können. Damit ist der stetige Wandel bereits vorgezeichnet.
Ab Studienbeginn im Herbst 2002 führt der dreijährige Bachelor-Studiengang (BSG) zu einem international anerkannten Bachelor-Abschluss, auf dem geeignete Berufsoffiziere akademisch weiter aufbauen können. Für angehende Berufsoffiziere mit einem akademischen Abschluss besteht weiterhin der einjährige Diplomlehrgang (DLG).
Mit Blick auf die Armee XXI ist die Ausbildung der Berufsoffiziere neu konzipiert worden. Seit Herbst 2001 werden einsatzbezogene Weiterausbildungskurse (WAK) und seit 2002 der dreimonatige Zusatzausbildungslehrgang 1 (ZAL 1) und der zweimonatige Zusatzausbildungslehrgang 2 (ZAL 2) angeboten. Mit diesen Lehrgängen soll der Berufsoffizier für die Funktionsstufen E3 (Oberstleutnant) bzw. E4 (Oberst) vorbereitet werden.
Mit der Integration in die Höhere Kaderausbildung der Armee (HKA) werden die Zusatzausbildungslehrgänge ab 2005 jeweils in zwei Hälften durchgeführt (2 × 6 bzw. 2 × 4 Wochen), vor allem aus Gründen der beruflichen Belastung der Absolventen.
Ab Herbst 2006 wird der Bachelor-Studiengang (BSG) um fünf Wochen verlängert. Erstmals ab Januar 2007 werden in der Militärschule 1 künftige Berufsoffiziere ausgebildet, die keine Matur mitbringen. Damit soll kurzfristig der erhöhte Nachwuchsbedarf aufgefangen werden. Ab Herbst 2008 wird der Diplomlehrgang (DLG) um acht Wochen verlängert.
Im Laufe des Jahres 2010 wurde eine ordentliche Studienrevision erarbeitet, welche den BSG auf dreieinhalb Jahre verlängert, den DLG auf drei Semester. Die neuen Studienreglemente sind seit September 2011 in Kraft.
Zum 1. Januar 2016 wird das neue Berufsbild eingeführt. Damit verbunden sind auch Anpassungen bei den Lehrgängen der MILAK. So wird die bisher je einjährige Militärschule 1 und 2 zur 20-monatigen Militärschule zusammengeführt. Die Zusatzausbildungslehrgänge 1–3 werden neu zu Weiterausbildungslehrgängen 1–3 und verkürzt durchgeführt.

## Kernaufgaben
Die Ausbildungsstätte für Berufsoffiziere der Schweizer Armee bietet folgende Ausbildungen an:
- den 7-semestrigen Bachelorlehrgang (BLG, 45 Monate) mit integriertem «Bachelor of Arts ETH in Staatswissenschaften» in Zusammenarbeit mit der ETH Zürich
- den 3-semestrigen Diplomlehrgang (DLG, 20 Monate) mit integriertem «Diploma of Advanced Studies ETH in Militärwissenschaften» in Zusammenarbeit mit der ETH Zürich
- den 10-wöchigen Weiterausbildungslehrgang 1 (WAL 1)
- den 6-wöchigen Weiterausbildungslehrgang 2 (WAL 2)
- verschiedene ein- oder mehrtägige Weiterausbildungskurse (WAK)
- der 11-monatige CAS Strategy with Impact in Zusammenarbeit mit der Fachhochschule Graubünden

Das national und international anerkannte Kompetenzzentrum für Militärwissenschaften betreibt Forschung und Lehre in den Dozenturen:
- Führung und Kommunikation
- Militärgeschichte
- Militärökonomie
- Militärpsychologie und Militärpädagogik
- Militärsoziologie
- Strategische Studien

Das Kompetenzzentrum für Assessment-Center der Armee stellt folgende Assessments sicher:
- Assessment-Center für angehende Berufsoffiziere (ACABO)
- Assessment-Center für angehende Berufsunteroffiziere (ACABU)
- Assessment-Center für angehende Generalstabsoffiziere (AC Gst Of)
- Assessment-Center für angehende Verteidigungsattachés (ACAVA)

## Ausbildung
Im Fokus der Hochschulausbildung steht die Vermittlung von Fachwissen und Kompetenzen in den militärischen Kernfächern. Weitere Schwerpunkte werden auf relevante staatswissenschaftliche Bereiche des gesellschaftlichen Arbeits- und Einsatzumfeldes gelegt. Die wissenschaftsbasierte und praxisbezogene Ausbildung soll die Berufsoffiziere stufenbezogen dazu befähigen:
- Führungsfunktionen im In- und Ausland professionell wahrzunehmen
- als kompetente Ausbildende und Erziehende zu unterrichten
- als militärwissenschaftlich geschulte Fachleute zu wirken
- als allgemeingebildete Kader auch zu nicht-militärischen Problemen Stellung zu nehmen

## Lehrgänge
Berufsoffiziere der Schweizer Armee werden in drei verschiedenen Lehrgängen ausgebildet. Der 20-monatige Diplomlehrgang (DLG) bildet Teilnehmer mit einem Hochschul- oder Fachhochschulabschluss zu eidgenössisch diplomierten Berufsoffizieren aus. Der 45-monatige Bachelorlehrgang (BLG) richtet sich an Teilnehmer ohne Hochschulabschluss, aber mit einer eidgenössischen oder kantonalen Maturität und wird mit einem 'Bachelor of Arts ETH in Staatswissenschaften' abgeschlossen. Seit 2007 werden auch Teilnehmer ohne Maturität in der Militärschule ausgebildet. Diese dauert 20 Monate.
Neben diesen drei Grundausbildungslehrgängen führt die MILAK Weiterausbildungslehrgänge (WAL) durch, in denen bereits ausgebildete Berufsoffiziere ihre Fachkompetenz erweitern, beziehungsweise auf neue Funktionen vorbereitet werden. Der Weiterausbildungslehrgang 1 (WAL 1) bereitet Berufsoffiziere während zwei Mal sechs Wochen für den Einsatz in mittleren Kaderfunktionen vor. Der Weiterausbildungslehrgang 2 (WAL 2) vermittelt während sechs Wochen die Grundlagen für den Einsatz in höheren Kaderfunktionen. Das Grundmodul des Weiterausbildungslehrgangs 3 (WAL 3 GM) bereitet angehende Topkader der Armee auf ihre künftige Funktion vor. Der Lehrgang verfolgt einen nationalen Fokus und vermittelt sicherheitspolitische und militärische Themen.

## Lehre und Forschung
Forschung bildet die Grundlage der Lehre. An der MILAK wird in sechs Gebieten anwendungsorientiert geforscht. Die Forschungsergebnisse fliessen nahtlos in den Unterricht und die Arbeit der Berufsoffiziere ein.
Forschungsschwerpunkte Dozentur Führung und Kommunikation
- Leadership – Theorie und Praxis (Grundlagen und Anwendungsbereiche)
- Führungsethik / Führungsverantwortung / Militärethik
- Konflikt- und Krisenmanagement
- Interkulturelle Führung
- Kommunikations- und Führungsprozesse in Gesellschaft, Wirtschaft und Militär
- Führung und Kommunikation in Krisen und Extremsituationen

Forschungsschwerpunkte Dozentur Militärgeschichte
- Vergleichende Geschichte der Kriegführung und der Streitkräfte in der westlichen Welt des 19. und 20. Jahrhunderts
- Transnationale Wissensgeschichte des Militärs im 19. und 20. Jahrhundert
- Geschichte der Schweizer Armee im 19. und 20. Jahrhundert
- Militärisches Denken in der Schweiz im 19. und 20. Jahrhundert
- Deutsche Kriegführung im Zeitalter der Weltkriege

Forschungsschwerpunkte Dozentur Militärökonomie
- Strategisches Technologie- und Innovationsmanagement
- Institutionenökonomik
- Ökonomische Analyse von Rechts- und Reglementsvorschriften
- Schutz kritischer Infrastrukturen
- Ökonomie der modernen Wirtschaftskriege
- Economics of Cybersecurity

Forschungsschwerpunkte Dozentur Militärpsychologie und -pädagogik
- Qualitätsmerkmale von Selektions- und Beurteilungsprozessen
- Wesentliche Motivationsfaktoren und Möglichkeiten zu deren Beeinflussung
- Einfluss von Persönlichkeitsfaktoren auf Arbeitszufriedenheit und -erfolg
- Stress und Stressbewältigung im militärischen Kontext
- Werte und Tugenden in der Armee

Forschungsschwerpunkte Dozentur Militärsoziologie
- Aussen-, sicherheits- und verteidigungspolitisches Meinungsbild der Schweizer Bevölkerung
- Schweizerischer Streitkräftewandel im Milizsystem
- Zivil-militärische Beziehungen
- Rekrutierung und Personalerhaltung
- Kulturelle Vielfalt (Diversität) in Streitkräften
- Social Media und Militär

Forschungsschwerpunkte Dozentur Strategische Studien
- Strategiegeschichte und Kriegstheorie („strategic theory“)
- Streitkräfteentwicklung („Transformation“) in Europa
- Analysen geostrategischer Entwicklungen und aktueller Krisenherde
- Islamistischer Terrorismus und seine Bekämpfung